# 東都自動車グループ
東都自動車グループ（とうとじどうしゃグループ、Toto Motors Co.Ltd.）は、東京都を中心にハイヤー・タクシー・バス・自動車教習所・不動産・ホテル・ゴルフ場・LPGスタンドを経営する事業者である。

## 概略
1952年に板橋区でタクシー事業者として創業した志村タクシー株式会社が母体。その後、同業者の買収合併を繰り返しながら他事業にも進出し1971年に現社名へ変更した。
特徴として事業所のほぼ全てが自社保有の建物土地であり、タクシー・ハイヤー・バスなどの車両についてもリースなどではなく自社所有としている点にある。
グループ各社の本社はバス部門（2022年に新宿区へ移転）を除き、いずれも登記上豊島区西池袋の本社ビルに所在する。

## 略歴
- 1952年（昭和27年）1月 - 志村タクシー株式会社、板橋区小豆沢にて開業（のちに志村交通に改称）。
- 1958年（昭和33年）10月 - 本社を北区滝野川に移転（現・滝野川営業所）。
- 1959年（昭和34年）12月 - 志村観光開発株式会社（現・東都観光企業）設立。
- 1960年（昭和35年）8月 - 府中自動車教習所開業。
- 1961年（昭和36年）8月 - 帝京観光バス株式会社設立（のちに志村観光バスに改称）。
- 1964年（昭和39年）12月 - 北足立自動車教習所開業。
- 1969年（昭和44年）
  - 3月 - 現在の社章（月とロケット）を制定。
  - 11月 - 志村交通を大東交通に改称。傍系各社を大旺交通・大京交通・大協交通・東都観光バスに改称。
- 1970年（昭和45年）
  - 6月 - 港区赤坂にハイヤー営業所を開設（1974年閉鎖）。
  - 8月 - 足立区江北にボウリング場開設（1974年閉鎖、タクシー西新井営業所へ転用）。
- 1971年（昭和46年）
  - 4月 - 大東交通を東都自動車に改称。
  - 8月 - 大協交通は東都観光バスを合併し、東都観光バスに改称。
- 1972年（昭和47年）2月 - 中央区銀座にハイヤー営業所を開設（現・銀座営業所）。
- 1973年（昭和48年）2月
  - 豊島区西池袋に本社ビル完成、本社を移転。
  - 東都自動車が大旺交通を吸収合併。
- 1975年（昭和50年）4月 - 東都秩父カントリー倶楽部をオープン。
- 1977年（昭和52年）5月 - 東都栃木カントリー倶楽部をオープン。
- 1978年（昭和53年）6月 - マロウドイン赤坂をオープン。
- 1980年（昭和55年）
  - 2月 - 三幸タクシーを買収し八広営業所とする（のちに廃止）。
  - 4月 - マロウドイン東京をオープン。
- 1981年（昭和56年）3月 - 新生交通を買収し下赤塚営業所とする。
- 1982年（昭和57年）
  - 5月 - 三幸タクシーを新生交通に合併し新幸タクシーとする。
  - 9月 - ホテルマロウド箱根をオープン。
- 1983年（昭和58年）12月 - 東大宮自動車学校開業。
- 1984年（昭和59年）
  - 2月 - 西高島平営業所を開設。
  - 3月 - マロウドイン大宮をオープン。
  - 5月 - 新幸タクシーを新幸起業に改称。
- 1985年（昭和60年）
  - 3月 - かぷせるイン赤坂をオープン。
  - 6月 - ホテルマロウド軽井沢をオープン。
  - 12月 - 旧・東都観光バスより観光バス部門を分割し、現在の東都観光バスを設立。
- 1986年（昭和61年）
  - 3月 - 東都自動車民間車検場を北区浮間に開設。
  - 4月 - マロウドイン熊谷をオープン。
  - 8月 - チェッカーキャブ所属であった三丸交通が傘下入り。
- 1988年（昭和63年）
  - 4月 - マロウドイン八王子をオープン。
  - 5月 - 東都自動車よりハイヤー・タクシー部門を分割し、東都自動車交通を設立。
- 1989年（昭和64年・平成元年）
  - 2月 - 東部無線所属であった亜細亜交通が傘下入り。
  - 4月 - 東都埼玉カントリー倶楽部をオープン。
  - 7月 - ホテルマロウド筑波をオープン。
  - 10月 - 東都タクシー無線協同組合を設立。
  - 12月 - 磐梯桧原湖畔ホテルをオープン。
- 1991年（平成3年）7月 - 東都飯能カントリー倶楽部をオープン。
- 1994年（平成6年）10月 - マロウドイン飯能をオープン。
- 1995年（平成7年）5月 - マロウドインターナショナルホテル成田をオープン。
- 1998年（平成10年）4月 - 東都郡山カントリー倶楽部をオープン。
- 2002年（平成11年）5月 - 東都自動車交通を一部分割し、東都無線タクシー・東都城北タクシー・東都城東タクシーを設立。
  - 東都無線タクシーに深川・中延・中井・久我山・世田谷営業所を移管。
  - 東都城北タクシーに板橋・王子・西高島平・日吉・港北営業所を移管。
  - 東都城東タクシーに西新井・西加平・葛飾営業所を移管。
- 2003年（平成15年）4月 - 磐梯東都バスを設立、福島県会津地方で路線バスを開業。
- 2005年（平成17年）5月 - 亜細亜交通を東都城南自動車に改称。
- 2008年（平成20年）
  - 4月 - 羽田営業所を開設。
  - 10月 - 奥沢営業所を開設。
- 2009年（平成21年）
  - 10月 - 日吉営業所を廃止し港北営業所に統合。
  - 11月
    - 西高島平営業所を三園営業所へ、西新井営業所を江北営業所へ、西足立営業所を六町営業所へ、西加平営業所を青井北営業所へ、西池袋営業所を池袋営業所へ改称。
    - 磐梯営業所が北塩原村から猪苗代町へ移転に伴い猪苗代磐梯営業所へ改称。
- 2010年（平成22年）11月 - 中央無線（現：信和事業）所属であった内山観光タクシーを買収し東都タクシー千住営業所に改称。
- 2011年（平成23年）5月
  - 東都中央自動車を設立し練馬・中丸・大泉営業所を移管。
  - 東都ハイヤーを設立しハイヤー部門を移管。
- 2012年（平成24年）
  - 3月
    - 新幸起業（下赤塚営業所・六町営業所）を東都タクシーに移管。
    - 東都城南自動車（荒川営業所）を廃止。

  - 4月 - 三丸交通を東都城南交通に改称。
  - 6月 - 深川・青井北両営業所を東都城南交通に移管。
- 2013年（平成25年）
  - 9月 - 東都東タクシーを設立し滝野川・板橋・港北営業所を移管。
  - 10月 - 六町営業所を廃止。
- 2018年（平成30年）10月 - ディー・エヌ・エーが提供するスマートフォン用タクシー配車アプリ「MOV（現・GO）」を導入[3][注釈 1]。
- 2019年（令和元年）8月 - チェッカーキャブ所属であった台東タクシー（東京都葛飾区）の営業権を獲得し東都グループ2社に分割。
- 2021年（令和3年）5月 - 柿木交通グループの常磐交通（東京都大田区）からタクシー車両10台を東都グループ2社（東都城北タクシー、東都中央自動車）に譲渡[5]。
- 2022年（令和4年）3月 - 東都観光バス・磐梯東都バスの本社を新宿区へ移転[6]。
- 2023年（令和5年）
  - 9月30日 - 磐梯東都バスの路線バス事業を終了[7]。
  - 10月7日 - 磐梯東都バスが東都観光バスに合併し解散[8]。
- 2024年（令和6年）
  - 7月8日 - 東都中央自動車が関東運輸局長より信和事業所属の政和自動車から、その他ハイヤー車両（ハイヤーにもタクシーにも転用可能）10台の譲受認可を受け同日営業権及び車両の譲受が完了する[9]。
- 2025年（令和7年）6月1日 - マロウドイン熊谷を閉館[10]。

出典

## タクシー
同グループの基幹ならびに創業時から主力事業であり、東京23区武三地域では単一タクシー事業者としては保有車両数が1,807台と最多であるほか、都下では西東京市・清瀬市、埼玉県では草加市・川口市、神奈川県横浜市でも事業を行う。
標準車のボディカラーはトヨタ純正色で「トートベージュ」(カラーコード:A23)の色名を持つベージュ。代替基準は都内の同業他社の4 - 5年程度に対し走行距離50万km以上8年程度と長期使用される傾向がある。車種はTSS10型クラウンコンフォートが主力であり、YXS10型クラウンコンフォートも数を減らしてはいるが稼働中である。営業権譲渡を受けた他社からの移籍車であるセドリックも在籍しているが令和6年現在で現役稼働している個体はない。
クラウンコンフォートは自社発注の車は全て最廉価グレードのスタンダードで注文している。TA-YXS10まではエアコンレスで注文して、エアコンは納車後に各営業所で取り付けをしていた。エアコン取付キットのみ新品を使用し、コンプレッサーは廃車の流用品を使用していたことも多々あるので納車したての新車に50万キロ以上使用したコンプレッサーを取り付けることもあった。
黒塗りハイグレード車は2007年9月より導入しており、ほぼクラウンセダンで統一され車両の代替基準は走行距離60万km以上となっている。グレードは最高級のスーパーデラックスGパッケージである。
ハイブリッドカーは、2009年に他社からの移籍譲渡ではあるものの2代目プリウスが導入され、2012年3月からは3代目プリウスの本格的導入が開始された。
ジャパンタクシーに順次代替しているが、ボディーカラーはいわゆる「トートベージュ」ではない。グレードは上級グレードの匠で注文している。
無線営業は、全地域で自社営業を展開しており、23区武三地域では無線室を本社内に置きパナソニック製GPS-AVM無線システムを採用するほか、西東京市・清瀬市・横浜市・川口市・草加市では各営業所で無線配車を実施する。
また2009年4月には全営業所で「グリーン経営認証」を取得した。
無線番号に合わせた希望ナンバーは導入していない。
信和事業協同組合（旧・中央無線）グループ所属で大和自動車交通と業務提携する東都交通とは関係がない。
各営業所にアルファベットが割り当てられており、営業車両のリアガラスにもアルファベット表記があり所属営業所が判別できるようになっている。

### 特別区・武三交通圏内
| 社名・営業所     | 社名・営業所 | 営業所記号 | 所在地               | 備考       |
| ---------------- | ------------ | ---------- | -------------------- | ---------- |
| 東都自動車交通   | 三鷹営業所   | E          | 西東京市東伏見       | [ 注釈 2 ] |
| 東都無線タクシー | 中延営業所   | F          | 品川区旗の台         |            |
| 東都無線タクシー | 中井営業所   | L          | 新宿区上落合         |            |
| 東都無線タクシー | 久我山営業所 | Z          | 杉並区久我山         |            |
| 東都無線タクシー | 世田谷営業所 | ZA         | 世田谷区給田         |            |
| 東都城北タクシー | 羽田営業所   | FA         | 大田区大森北         |            |
| 東都城北タクシー | 王子営業所   | H          | 北区堀船             |            |
| 東都城北タクシー | 三園営業所   | U          | 板橋区三園           |            |
| 東都城東タクシー | 奥沢営業所   | FB         | 世田谷区玉川田園調布 |            |
| 東都城東タクシー | 葛飾営業所   | O          | 葛飾区西亀有         |            |
| 東都城東タクシー | 江北営業所   | X          | 足立区江北           |            |
| 東都中央自動車   | 練馬営業所   | S          | 練馬区旭町           |            |
| 東都中央自動車   | 中丸営業所   | T          | 板橋区中丸町         |            |
| 東都中央自動車   | 大泉営業所   | V          | 練馬区大泉学園町     |            |
| 東都東タクシー   | 滝野川営業所 | A          | 北区滝野川           |            |
| 東都東タクシー   | 板橋営業所   | B          | 板橋区小豆沢         |            |
| 東都城南交通     | 深川営業所   | C          | 江東区清澄           |            |
| 東都城南交通     | 青井北営業所 | G          | 足立区西加平         |            |
| 東都タクシー     | 下赤塚営業所 | K          | 板橋区徳丸           |            |
| 東都タクシー     | 千住営業所   | YA         | 足立区千住河原町     |            |

### 特別区・武三交通圏外
| 交通圏 | 交通圏   | 社名・営業所   | 社名・営業所 | 営業所記号 | 所在地             | 備考 |
| ------ | -------- | -------------- | ------------ | ---------- | ------------------ | ---- |
| 東京   | 北多摩   | 東都自動車交通 | 清瀬営業所   | W          | 清瀬市下清戸       |      |
| 埼玉   | 県南中央 | 東都自動車交通 | 東浦和営業所 | J          | 川口市柳崎         |      |
| 埼玉   | 県南東部 | 東都自動車交通 | 羽田営業所   | W          | 草加市西町         |      |
| 神奈川 | 京浜     | 東都東タクシー | 港北営業所   | RA         | 横浜市都筑区東山田 |      |

### 過去にあった営業所
- 入谷町営業所（足立区入谷）- 旧・三丸交通→東都城南交通
- 荒川営業所（荒川区荒川）- 旧・亜細亜交通→東都城南自動車
- 六町営業所（足立区六町）
- 飛鳥山営業所（北区堀船）
- 高島平営業所（板橋区三園）- 三園営業所（旧称・西高島平）とは別所在地
- 八広営業所（墨田区八広）- 旧・三幸タクシー
- 足立営業所（足立区青井）
- 浮間営業所（北区浮間）
- 日吉営業所（横浜市港北区日吉本町）- 港北営業所へ統合
- 戸田営業所（戸田市喜沢南）- 移転し現・東浦和営業所

出典

## ハイヤー

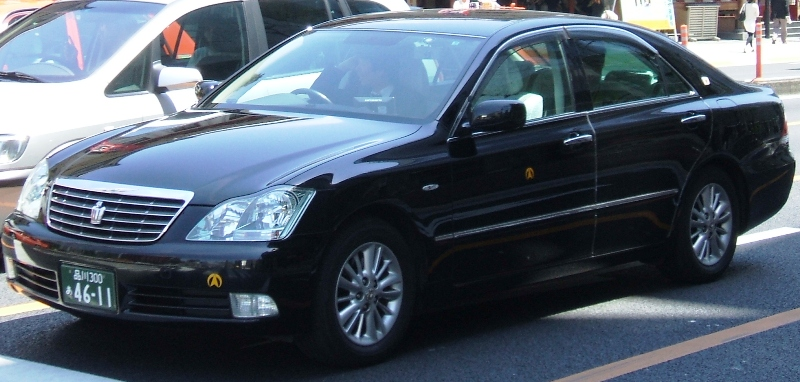
ハイヤー
180系クラウン前期型

長らく東都自動車交通の下で事業を展開していたが、現在は事業ごと独立する形で東都ハイヤーが行う。ハイヤー部門の拠点は中央区銀座7丁目にある営業所で同社保有の自社ビルの一部を営業所として利用しており、その他のフロアにはテナントが入居する。
2020年当時の保有車両数は95台で導入車種はレクサス・クラウンマジェスタ・クラウン・ミライの4種だった。2024年現在はクラウンマジェスタに代わりアルファードがラインナップされている。かつてはベンツSクラスや旧型センチュリーなどもラインナップしていたが、現在は大型車を縮小し、営業上需要の多いクラスにより運営されている。
- 銀座 （中央区銀座）
- 池袋 （豊島区西池袋）

## バス

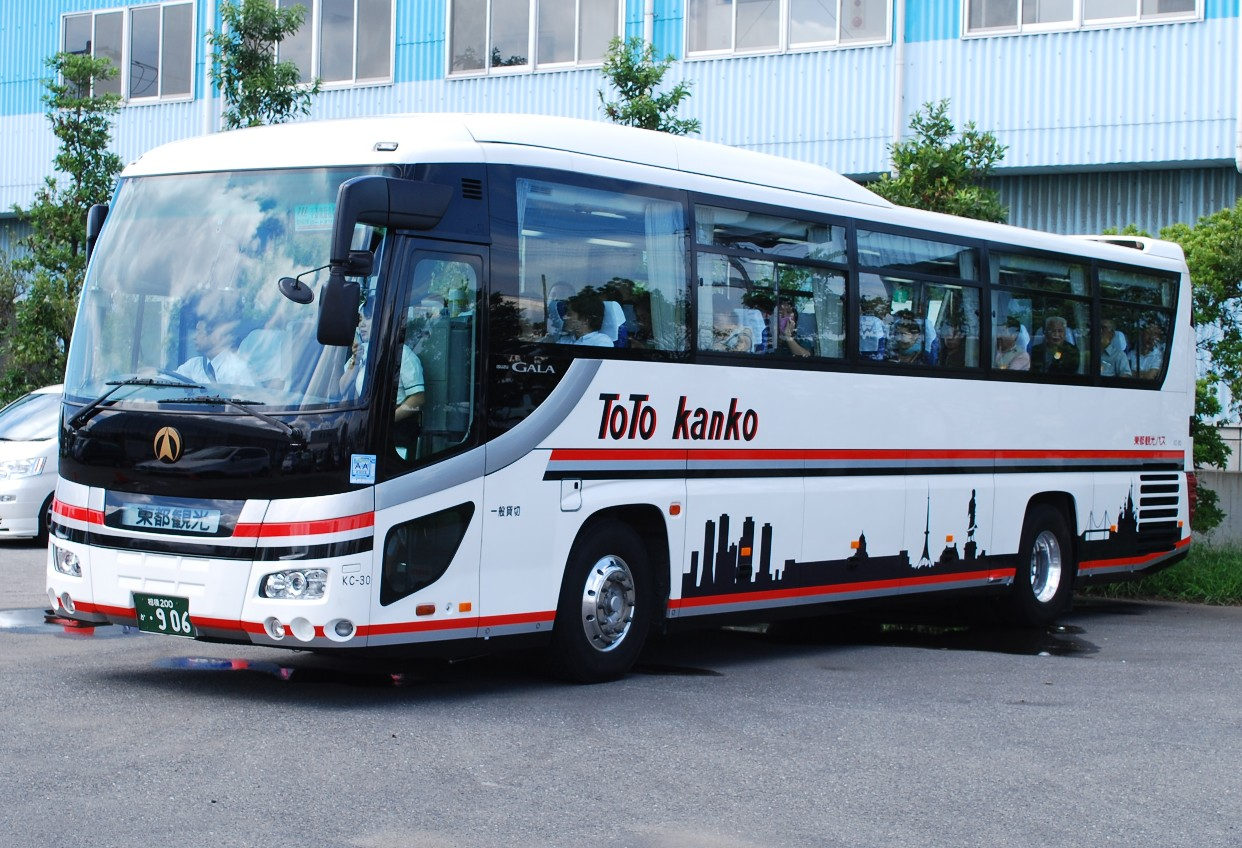
東都観光バス
相模営業所・KC-30号車

東都観光バスにより、貸切バス事業を展開する。他に磐梯東都バスが福島県において路線バス事業を行っていたが、2023年に撤退した。
車両は創業以来、主にいすゞ自動車製を導入。車体色は白を基調として赤・銀・黒の3本の帯が車体中央と裾に入り、その間に東京周辺の名所のシルエットを描いたものを採用する。
ボディについては過去、富士重工業（現・SUBARU）製の車両が多数導入されたが、2003年に同社がバス車体架装事業から撤退以降はジェイ・バス製に移行した。2005年から現行のガーラが導入されている。
過去、看板車両として天井部分を透明ポリカーボネート製とした「シルエットスーパー号」があった。最初は1985年に「くりすたる号」として天井に加えて側窓下を透明にした車両を導入、以降天井部分のみ透明として導入を続けたものであったが、自動車排出ガス規制や老朽化などにより代替されている。

### 東都観光バス
- 東京首都営業所 （東京都板橋区舟渡）
- 相模営業所 （神奈川県座間市小松原）
- 福生営業所 （東京都福生市福生）
- さいたま営業所（埼玉県さいたま市見沼区大字東宮下）- 2020年3月に緑区太田窪から移転。
- 千葉営業所（千葉県鎌ケ谷市くぬぎ山）

#### 過去にあった営業所
- 前野営業所（東京都板橋区前野町）
- 蓮根営業所（東京都板橋区蓮根）
- 世田谷営業所（東京都世田谷区給田）- 東都無線タクシー世田谷営業所に転換。
- 横浜営業所（神奈川県横浜市磯子区馬場町）
- 府中営業所（東京都府中市紅葉丘）
- 高崎営業所（群馬県高崎市小八木町）

### 磐梯東都バス
2003年から福島県の裏磐梯・猪苗代エリアで路線バス事業を行っていたが、2023年9月30日をもって撤退した。翌10月1日から会津乗合自動車が路線と車庫を引き継いでいる。磐梯東都バスの法人格は2023年10月7日付で東都観光バスに合併し解散した。

## 自動車教習所
- 府中自動車教習所 （府中市若松町）
- 北足立自動車教習所 （足立区入谷）
- 東大宮自動車学校 （埼玉県さいたま市北区本郷町）

## 整備工場
- 東都自動車民間車検場（北区浮間）、認証工場（34ヶ所）

## LPGスタンド
- 深川 （江東区清澄）
- 江北 （足立区江北）

## マンション・不動産部門
東京・埼玉を中心に賃貸マンション17ヶ所・貸事務所5ヶ所・貸駐車場26ヶ所・売土地・10ヶ所など多くの不動産物件を持つ。

## 東都自動車ゴルフ事業部
かつては日本女子プロゴルフ協会公認の東都自動車レディースプロゴルフトーナメントが所有するゴルフ場で開催されていた。
- 東都秩父カントリー倶楽部 （埼玉県秩父市蒔田）
- 東都栃木カントリー倶楽部 （栃木県真岡市青谷）
- 東都埼玉カントリー倶楽部 （埼玉県秩父郡小鹿野町長留）
- 東都飯能カントリー倶楽部 （埼玉県飯能市下赤工）
- 東都郡山カントリー倶楽部 （福島県須賀川市今泉字宝光寺）

## ホテルマロウドチェーン
各ホテルの詳細は公式サイトを参照。

### シティホテル

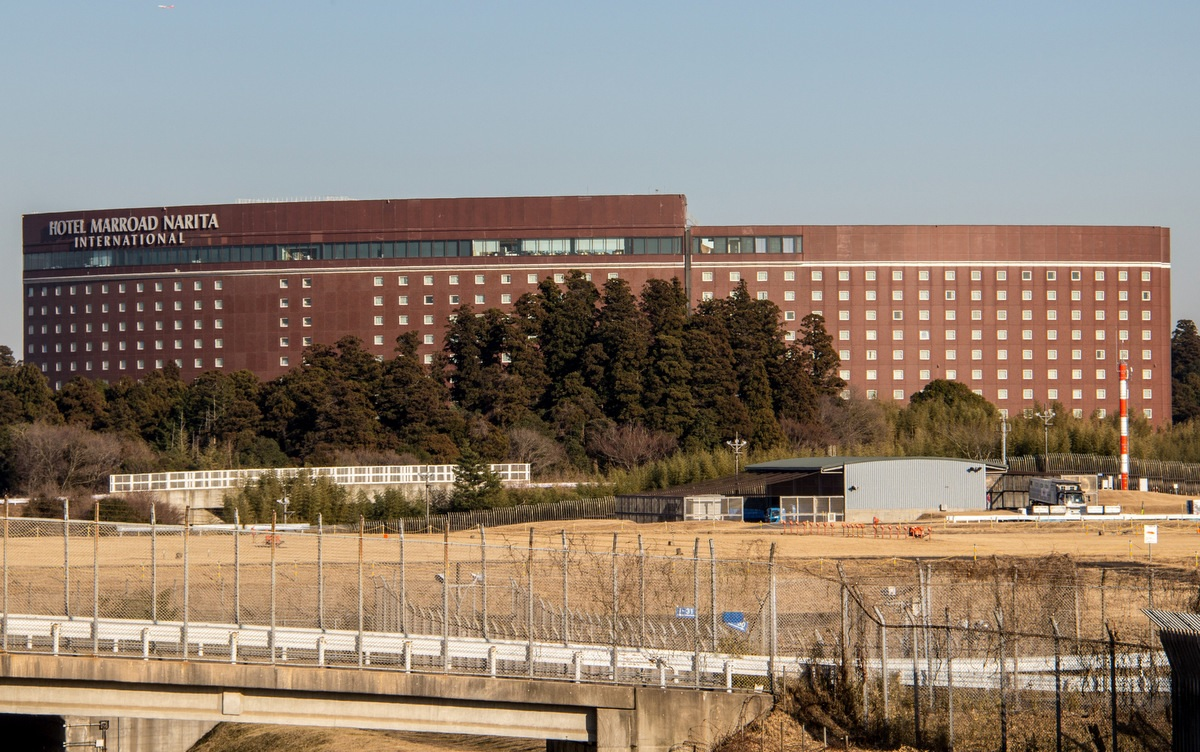
マロウドインターナショナルホテル成田

- マロウドインターナショナルホテル成田 （千葉県成田市駒井野）
- ホテルマロウド筑波 （茨城県土浦市城北町）
- マロウドイン飯能 （埼玉県飯能市双柳）

### リゾートホテル
- ホテルマロウド軽井沢 （長野県北佐久郡軽井沢町軽井沢）
- ホテルマロウド箱根 （神奈川県足柄下郡箱根町強羅字向山）
- 磐梯桧原湖畔ホテル （福島県耶麻郡北塩原村桧原長峰）

### ビジネスホテル
- マロウドイン赤坂 （港区赤坂）
- マロウドイン東京 （東京都府中市若松町）
- マロウドイン大宮 （埼玉県さいたま市大宮区桜木町）
- マロウドイン八王子 （八王子市三崎町）

### 閉業したホテル
- かぷせるイン赤坂 （港区赤坂） - カプセルホテル。2020年10月16日以降休業[18]、2022年閉鎖[11]。
- マロウドイン熊谷 （埼玉県熊谷市銀座） - 2025年6月1日閉館[10]。

## 提供番組
- THE TIME,（毎週木曜日 関東ローカル・TBSテレビ）
- 報道ライブ インサイドOUT（毎週木曜日・BS11）
- おはよう寺ちゃん（毎週火・木曜日・文化放送）
- かつては『めざましテレビ』（毎週火曜日 関東ローカル・フジテレビ）の他地上波のゴールデンタイムでも関東ローカルで提供番組を持っていた。CMは、長らくクレイアニメを使用したCMであったが、2021年にリニューアルされた。